# Australogyra zelli
Australogyra zelli is een rifkoralensoort uit de familie van de Merulinidae. De wetenschappelijke naam van de soort is voor het eerst geldig gepubliceerd in 1977 door Veron, Pichon & Best.